# Dan George
Dan George (Vancouver, 24 de julho de 1899 – Vancouver, 23 de setembro de 1981) foi um chefe indígena de Burrard Band, em Burrard Inlet, Columbia Britânica. Também foi um notável ator.

## Vida
Foi um chefe da Nação Tsleil-Waututh, um bando de Salish da costa cuja reserva indígena está localizada em Burrard Inlet, em Vancouver, Columbia, Canadá. Ele também foi ator, músico, poeta e autor; sua obra escrita mais conhecida foi "My Heart Soars". Como ator, ele é mais lembrado por interpretar Old Lodge Skins ao lado de Dustin Hoffman em Little Big Man (1970), pelo qual foi indicado para o Prêmio da Academia de Melhor Ator Coadjuvante; também por seu papel em The Outlaw Josey Wales (1976), como Lone Watie, ao lado de Clint Eastwood.

## Filmografia
| Ano  | Título                   | Personagem               | Notas |
| ---- | ------------------------ | ------------------------ | ----- |
| 1969 | Smith!                   | Ol' Antoine              |       |
| 1970 | Little Big Man           | Old Lodge Skins          |       |
| 1972 | Cancel My Reservation    | Old Bear                 |       |
| 1972 | À bon pied, bon oeil     |                          |       |
| 1974 | Alien Thunder            | Sounding Sky             |       |
| 1974 | The Bears and I          | Chefe Peter A-Tas-Ka-Nay |       |
| 1974 | Harry and Tonto          | Sam Two Feathers         |       |
| 1974 | Man Belongs to the Earth | Ele mesmo                |       |
| 1974 | Chief Dan George Speaks  | Ele mesmo                |       |
| 1975 | Cold Journey             |                          |       |
| 1976 | The Outlaw Josey Wales   | Lone Watie               |       |
| 1976 | Shadow of the Hawk       | Old Man Hawk             |       |
| 1978 | Pump It Up               |                          |       |
| 1979 | Americathon              | Sam Birdwater            |       |
| 1979 | Spirit of the Wind       | Moses                    |       |
| 1980 | Nothing Personal         | Oscar                    |       |

## Trabalhos publicados
- George, Dan, and Helmut Hirnschall. My Heart Soars. Toronto: Clarke, Irwin, 1974. ISBN 0-919654-15-0
- George, Dan, and Helmut Hirnschall. My Spirit Soars. Surrey, B.C., Canada: Hancock House, 1982. ISBN 0-88839-154-4
- Mortimer, Hilda, and Dan George. You Call Me Chief: Impressions of the Life of Chief Dan George. Toronto: Doubleday Canada, 1981. ISBN 0-385-04806-8
- George, Dan, and Helmut Hirnschall. The Best of Chief Dan George. Surrey, B.C.: Hancock House, 2003. ISBN 0-88839-544-2